# Verwaltungsgemeinschaft Heroldsbach
Die Verwaltungsgemeinschaft Heroldsbach im oberfränkischen Landkreis Forchheim wurde im Zuge der Gemeindegebietsreform am 1. Mai 1978 gegründet und zum 1. Januar 1980 bereits wieder aufgelöst.
Der Verwaltungsgemeinschaft hatten die Gemeinden Heroldsbach und Hausen angehört.